# Прелез (Зубин Поток)
Прелез (архаично и Прелеза и Прелаз) је насеље у општини Зубин Поток на Косову и Метохији. Атар насеља се налази на територији катастарске општине Јагњеница. Историјски и географски припада Ибарском Колашину. Село се налази на малој речној тераси при изласку Ибра из сутеске, што чини да је село доста збијено. Име вероватно долази због прелаза преко Ибра што је модификацијом довело до имена Прелез. У близини данашњег насеља откривени су остаци латинског гробња које указује да је овде било неко старо насеље. Суседна насеља су Јагњеница, Зупче и Доње Вараге. Делом села пролази и магистрални пут Рибариће-Косовска Митровица. Ово је једно од последњих колашинских села низ Ибар, јер се ту завршава радичпољска котлина. После ослобађања од турске власти место је у саставу Звечанског округа, у срезу митровичком, у општини рујишкој и 1912. године има 50 становника.

## Демографија
Насеље има српску етничку већину.
Број становника на пописима:
- попис становништва 1948. године: 85
- попис становништва 1953. године: 105
- попис становништва 1961. године: 119
- попис становништва 1971. године: 111
- попис становништва 1981. године: 107
- попис становништва 1991. године: 102